# Anja Ninasdotter Abusland
Anja Ninasdotter Abusland (née le 25 novembre 1995) est une personnalité politique norvégienne du Parti du centre. Elle est membre du Storting, le parlement norvégien, depuis 2021.

## Carrière politique
Anja Ninasdotter Abusland est membre du conseil municipal de Songdalen de 2015 à 2019, et du conseil municipal de Kristiansand à partir de 2019. Elle est élue députée au Storting de la circonscription de Vest-Agder pour la période 2021-2025, pour le Parti du Centre,. Au Storting, elle est membre de la Commission permanente du travail et des affaires sociales depuis 2021.

## Enfance et vie privée
Abusland est originaire de Finsland, et a une formation d'infirmière. Elle a donné naissance à une fille en 2021, peu de temps avant d'être élue députée au Storting. 